# Воейково (Венёвский район)
Вое́йково — деревня в Венёвском районе Тульской области России.
В рамках административно-территориального устройства входит в Бельковский сельский округ Венёвского района, в рамках организации местного самоуправления включается в Грицовское сельское поселение.

## География

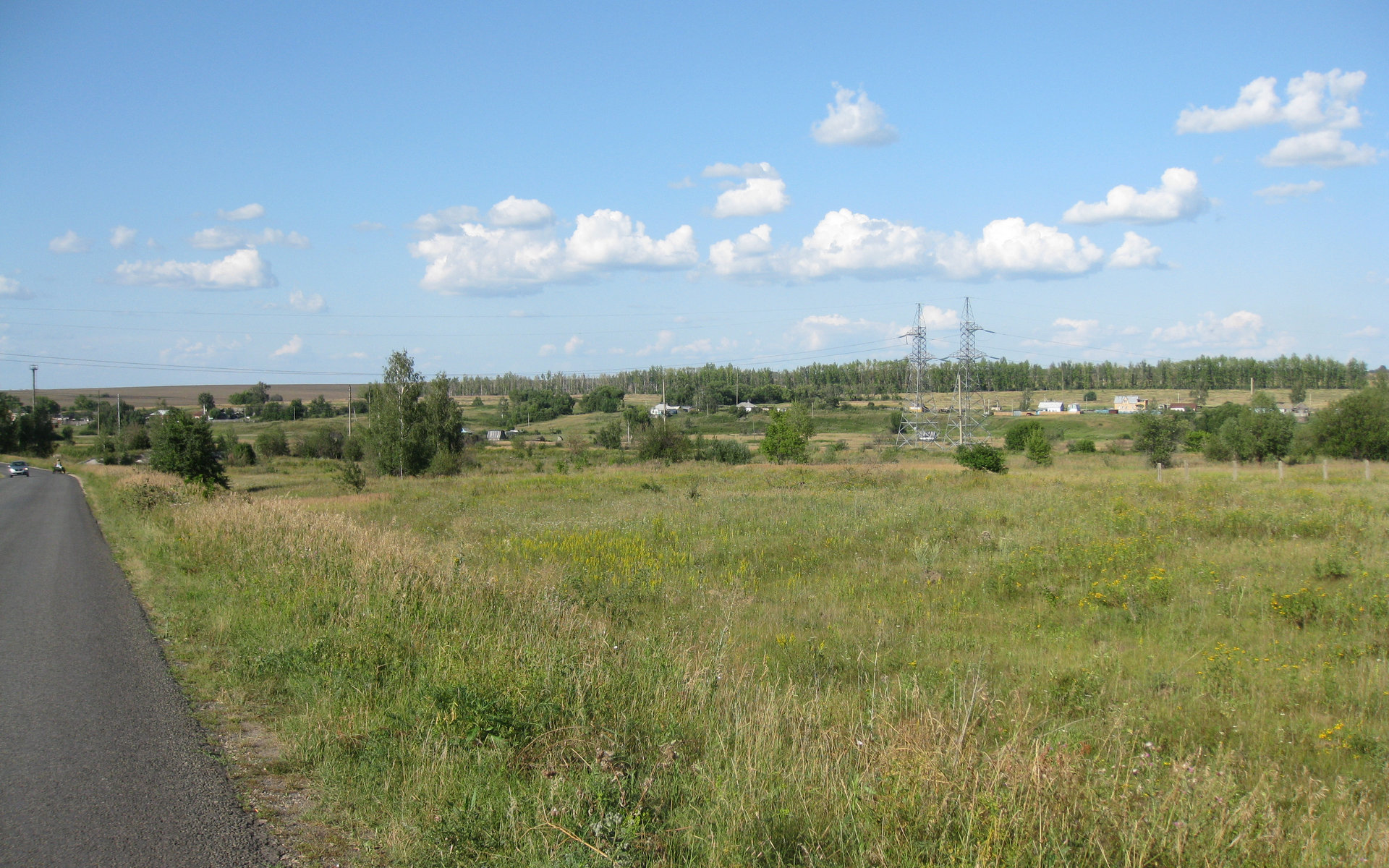

Расположена на берегу реки Шатец.

## Население
| 2004 | 2010 |
| ---- | ---- |
| 9    | ↗11  |

Население — 11 чел. (2010).

## История
Упоминается в клировых ведомостях 1916 года.

## Археологические находки
Недалеко от деревни расположено древнее се́лище датированное XII—XIV веками размером 60*35 метров и культурным слоем 0,4 метра. Во время раскопок была обнаружена бело- и сероглиняная керамика с линейным и волнистым орнаментом.